# Hinterer Brunnenkogel (Schrankogelkamm)

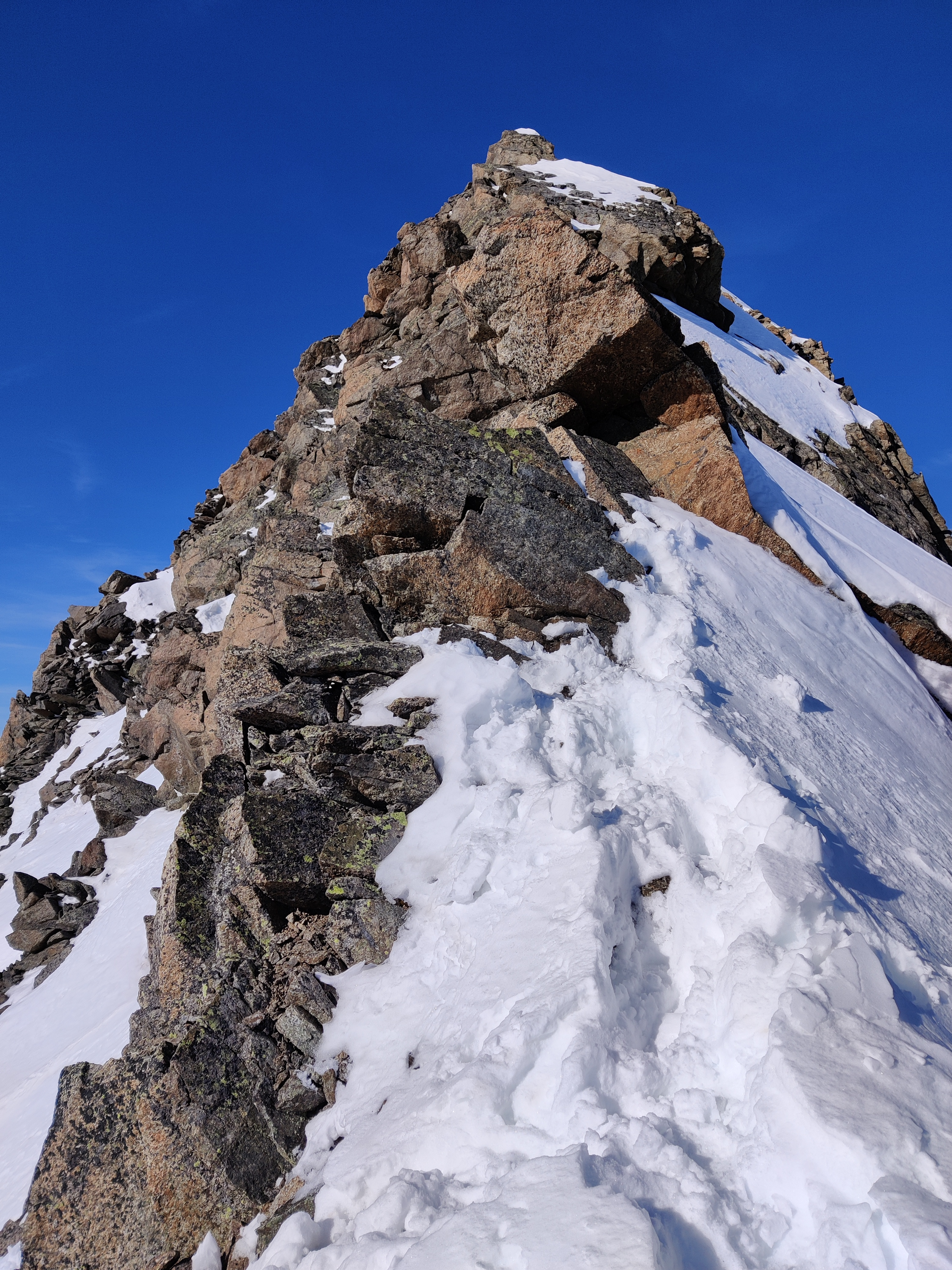
Südostgrat im Winter

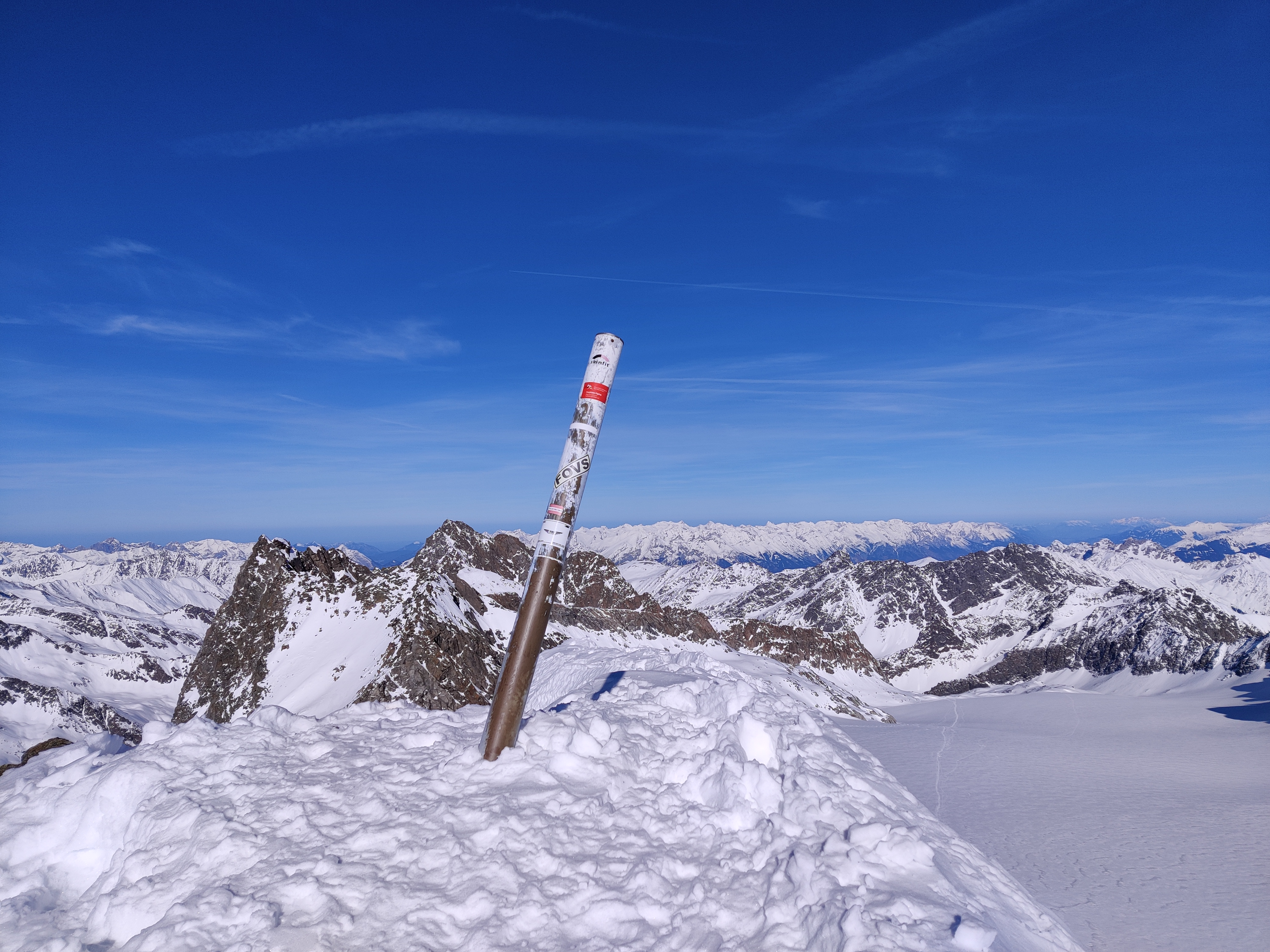
Markierung am Gipfel

Der Hintere Brunnenkogel (Schrankogelkamm) ist ein 3325 m ü. A. hoher Berg in den Stubaier Alpen. Zur Unterscheidung vom Hinteren Brunnenkogel in den Ötztaler Alpen bezeichnet der Alpenvereinsführer ihn auch als Alpeiner Brunnenkogel (vgl. Alpeiner Ferner und Alpeiner Bach).

## Topographie
Der Hinterer Brunnenkogel bildet den Abschluss des Lüsener Ferners, einem etwa 2,2 Kilometer langen Gletscher im Lüsenstal.

## Wege
Der Normalweg führt von der Franz-Senn-Hütte aus über die Brunnenkogelscharte (3212 m ü. A.) und den Südostgrat (Schwierigkeit UIAA II) auf den Gipfel.
Der Weg der Erstbesteiger führt vom Längentaljoch (2991 m ü. A.) von Südwesten auf den Gipfel (Schwierigkeit UIAA I). Das Längentaljoch ist von der Amberger Hütte und vom Westfalenhaus aus erreichbar.
Im Winter wird der Berg als Skitour über das Längentaljoch oder über den Lüsener Ferner und die Brunnenkogelscharte bestiegen.